# Stazione di Galliate Parco del Ticino
La stazione di Galliate Parco del Ticino (fino al 18 luglio 2021 denominata Ponte Ticino) è una fermata ferroviaria posta sulla linea Saronno-Novara; si trova nel territorio del comune di Galliate, nei pressi del fiume Ticino. È la prima stazione in territorio piemontese delle rete Ferrovienord, giungendo da Milano.

## Strutture ed impianti
Il fabbricato viaggiatori dispone di un'obliteratrice per biglietti cartacei all'esterno ma non di biglietteria. La fermata ha un solo binario di transito, dotato di banchina per servizio viaggiatori.

## Movimento
La fermata è servita dai treni regionali in servizio sulla tratta  Milano-Saronno-Novara, eserciti dalla società Trenord nell'ambito del contratto di servizio stupulato con la Regione Lombardia. Questi treni effettuano fermata periodica nell'impianto solo il sabato, la domenica e durante l'applicazione dell'orario estivo ridotto.